# Anke Waelkens
Anke Waelkens (29 maart 2000) is een Belgisch volleybalster.

## Levensloop
Waelkens was actief bij Asterix Avo Beveren. Met deze club werd ze tweemaal landskampioen (2018-'19 en 2019-'2020) en won ze tevens tweemaal de Supercup (2018-'19 en 2019-'2020). Vervolgens ging ze aan de slag bij Volley Michelbeke en sinds 2022 komt ze uit voor VC Oudegem.
Daarnaast maakt ze deel uit van het Belgisch volleybalteam. Met de Yellow Tigers nam ze onder meer deel aan de European volleyballeague van 2023.